# Pic de Costa Cabirolera
El Pic de Costa Cabirolera és un cim de la Serra del Cadí, al Prepirineu català. És el més alt del Berguedà i de la província de Barcelona amb 2.604 metres d'altitud.
Al cim hi ha un vèrtex geodèsic (referència 277083001).
Aquest cim està inclòs al llistat dels 100 cims de la FEEC

## Límit
El Pic de Costa Cabirolera fa de límit administratiu entre els municipis de Josa i Tuixén (Alt Urgell); Bagà (el Berguedà) i Montellà i Martinet (Baixa Cerdanya). També és el límit comarcal entre l'Alt Urgell, el Berguedà i la Cerdanya, el provincial entre Barcelona i Lleida i el regional entre la Catalunya Central i l'Alt Pirineu i Aran.

## Ascens
L'ascens tradicional es realitza des del vessant berguedà. L'inici se situa al Coll de les Bassotes, al municipi de Saldes. Un cop allà, l'ascens comença seguint el GR-150, de traça fàcil, ja que antigament en aquest tram era una pista forestal. Amb un pendent moderat arribarem vora els 2000 m del Prat Llong. Allà, el camí es desvia per un petit pas que creua el punt més Occidental de la Serra Pedragosa i baixa fins al Torrent dels Cortils. Arribats a la Font dels Cortils, el corriol ascendeix fins a la paret Est del Pic de Costa Cabirolera, de pendent pronunciat, presidida per una àmplia tartera en forma de con. El corriol enfila direcció Oest, zigzaguejant per la tartera que permet arribar al Pas del Cabirol, punt que ens permetrà creuar, amb una petita grimpada, al vessant Sud altra vegada. Allà només cal carenejar tot seguint les fites que ens porten fins al cim.